# Classe Falaj 2
I pattugliatori della classe Falaj 2, della Marina militare degli Emirati Arabi Uniti sono unità navali sviluppate sul progetto del tipo Saettia in dotazione alla Guardia Costiera Italiana. La loro principale caratteristica è il particolare progetto di tipo stealth che le rende difficilmente individuabili dai sistemi di scoperta radar.

## Caratteristiche
Le prime due unità sono realizzate in Italia dalla Fincantieri con opzione per altre due unità da realizzare negli Emirati. Le unità di questa classe si caratterizzeranno per l'elevata capacità e flessibilità nello svolgere differenti profili di missione, quali pattugliamento e sorveglianza l'autodifesa nei confronti di minacce aeree e di superficie e di attacco contro bersagli sia navali sia terrestri, in scenari operativi nazionali e internazionali.
Le unità di questa classe hanno configurazione stealth, con un design sofisticatissimo per contenere la tracciabilità radar ed eludere i sistemi di sorveglianza nemici e verranno consegnate comprensive di piattaforma, sistema di combattimento e integrazione funzionale. Anche armamento ed elettronica sono italiani: il cannone principale sarà il 76/62 della OTO Melara in configurazione Super Rapido Integral Stealth; sistema di combattimento, direzione del tiro e radar verranno forniti da Selex Sistemi Integrati. La Selex Communications sarà responsabile per il sistema di comunicazioni, mentre la ditta Elettronica SpA realizzerà il sistema di guerra elettronica. La Elettronica SpA, società del gruppo Finmeccanica (rinominato Leonardo dal 2017), vanta un'attività ormai ventennale nell'Emirato avendo una joint venture con la Baynunah Aviation Technology (ELTBAT) lavorando con le Forze Armate degli emirati, cui fornisce tecnologie all'avanguardia.
Le unità classe Falaj2 hanno 28 uomini di equipaggio, una lunghezza di 55,7 metri e una stazza di 650 tonnellate a pieno carico. Le altre, la cui realizzazione era prevista su licenza e assistenza italiane, nelle infrastrutture dell'Abu Dhabi Shipbuilding, principale cantiere navale degli emirati, al 50% di proprietà governativa. potrebbero essere realizzate dall'Etihad Ship Building LLC, joint venture creata nel 2010 tra Fincantieri, Al Fattan Shipyard Industry, proprietaria di un cantiere ad Abu Dhabi, e Melara Middle East nata per la progettazione, la produzione e la vendita di differenti tipi di navi civili e militari oltre ad attività di manutenzione e riallestimento.

## Costruzione
Il contratto di costruzione di queste unità navali, che prevede un'opzione per altre due unità da realizzare negli Emirati, ha portato nel portafoglio di Fincantieri 184 milioni di euro è stato siglato all'inizio del 2010. Gli Emirati Arabi Uniti avevano già stipulato nel 2009 un contratto con la Fincantieri per la costruzione di una corvetta Classe Abu Dhabi sul progetto delle unità della Classe Comandanti, da costruire a Riva Trigoso e nello stabilimento spezzino di Muggiano, con opzione per una seconda unità. Il contratto prevede oltre un'opzione da parte della Marina degli Emirati per ulteriori due unità gemelle, anche il trasferimento di tecnologia dell'azienda presso uno stabilimento locale.
La tradizionale cerimonia del taglio della lamiera che ha dato il via alla costruzione della prima delle due unità è avvenuto il 4 novembre 2010, mentre l'impostazione sugli scali della prima unità e il taglio della prima lamiera della seconda unità sono avvenuti il 15 febbraio 2011, presso lo stabilimento spezzino di Muggiano, contestualmente al varo della corvetta.

Varo del pattugliatore Ganthoot

Il varo della prima delle due unità del tipo Saettia è avvenuto il 19 gennaio 2012. alla cerimonia del varo erano presenti l'ingegnere Angelo Fusco, direttore mercato Italia della divisione navi militari di Fincantieri, il vice comandante delle Forze navali degli Emirati Arabi Uniti, generale di brigata Saeed bin Hamdan Al Nahyan, il comandante in capo del Dipartimento militare marittimo dell'Alto Tirreno, ammiraglio di squadra Andrea Campregher, l'Addetto Militare presso l'Ambasciata degli Emirati Arabi Uniti di Roma, generale Sultan al Swaidi, il capo dell'Ufficio allestimento e collaudo nuove navi di Marinalles La Spezia, capitano di vascello Paolo Pezzutti, e rappresentanti di Fincantieri e di maestranze del cantiere. Come da tradizione, dopo la lettura da parte di un Sottufficiale dell'equipaggio di un passo del Sacro Libro del Corano, i partecipanti hanno assistito alla rottura della bottiglia sullo scafo del Pattugliatore, a cui è stato assegnato il nome Ghantoot e il distintivo ottico P 251.
Il varo della seconda unità, a cui era stato assegnato il nome Qarnen (P 252) (arabo: قرنين) e il distintivo ottico P 252 è avvenuto l'8 giugno del 2012. Alla cerimonia del varo erano presenti l'ingegnere Ferdinando Tognini, direttore dei Cantieri del Muggiano e di Riva Trigoso, il colonnello Mohamed Abdullah, Comandante della Squadriglia dei Falaj2, e il Capo dell'Ufficio allestimento e collaudo nuove navi (MARINALLES La Spezia), capitano di vascello Paolo Pezzutti.
Il pattugliatore Ganthoot, prima unità del tipo Saettia Stealth, e la corvetta Abu Dhabi, dopo aver completato il loro allestimento presso Marinalles La Spezia sono state consegnate alla Marina Militare degli Emirati Arabi Uniti l'8 gennaio 2013. Alla cerimonia della consegna, conclusasi con l'alzabandiera erano presenti l'ingegnere Alberto Maestrini, direttore navi militari di Fincantieri, il generale Ibrahim Salem Mohamed Al-Musharrakh, capo di stato maggiore delle Forze navali degli Emirati Arabi Uniti, l'ammiraglio Alberto Gauzolino, Direttore di NAVISPELOG, in rappresentanza del Capo di Stato Maggiore della Marina Militare, l'ammiraglio Andrea Toscano, comandante in capo del Dipartimento militare marittimo dell'Alto Tirreno, l'ammiraglio Ernesto Nencioni, direttore generale armamenti navali, l'Ingegnere Ferdinando Tognini Direttore dei Cantieri del Muggiano e di Riva Trigoso, e varie autorità civili e militari italiane e degli Emirati Arabi Uniti.
Il secondo pattugliatore del tipo Saettia Stealth, rinominato Salahah durante la fase di allestimento, è stato consegnato il 22 aprile 2013. La cerimonia è avvenuta alla presenza del direttore navi militari di Fincantieri, ingegnere Alberto Maestrini, del capo di stato maggiore delle Forze navali degli Emirati Arabi Uniti, generale Ibrahim Salem Mohamed Al-Musharrakh, del comandante in capo del Dipartimento militare marittimo dell'Alto Tirreno, ammiraglio di squadra Andrea Toscano, del capo dell'Ufficio allestimento e collaudo nuove navi (MARINALLES La Spezia), capitano di vascello Paolo Pezzutti, oltre a vari rappresentanti della ditta costruttrice e del cantiere.